# District de Nancy
Le district de Nancy est une ancienne division territoriale française du département de la Meurthe de 1790 à 1795.
Il était composé des cantons de Nancy, Amance, Custine, Fruard, Lenoncourt, Pont Saint Vincent, Rozieres et Saint Nicolas.